# کریم‌آباد انصاری
کریم‌آباد انصاری، روستایی در دهستان فهرج بخش مرکزی شهرستان فهرج در استان کرمان ایران است.

## جمعیت
بر پایه سرشماری عمومی نفوس و مسکن در سال ۱۳۹۵، جمعیت این روستا برابر با ۴۰۹ نفر (۱۲۴ خانوار) بوده‌است.